# Call for papers
Call for papers（略称 CFP）は、学術およびその他の目的で、専門書および学術雑誌への投稿記事および学術会議への投稿論文および発表申し込みを促すための文書である。CFPは、募集をしている記事および論文、発表のテーマと関わりが深いコミュニティーに向けて発行されることが多い。CFPには、募集の意図、募集している記事・論文・発表のトピック、投稿・申し込み方法、投稿・申し込み締め切りが記載されている。
CFPは、主にメーリングリストやその他オンラインサービスを使って配布されている。日本の学術学会でも、CFPという件名でメールを送ることが多い。

## 分野ごとの特徴
CFPに書かれている内容は分野ごとによって大きく異なる。

### 計算機科学・情報工学
計算機科学や情報工学などコンピュータを用いる学術分野では技術革新が速いため、学術会議の重要性が他の分野よりも高い。人工知能学会学会誌2008年5月号：「国際会議に通すための英語論文執筆」特集中の記事「一流国際会議発表のための研究戦略とは？」

より引用する。

情報科学における一流国際会議とは、世界的に質の高い投稿論文を集め、それらを3名程度の一流研究者によってジャーナル論文並みに厳格に査読し、とりわけ高品質の論文を厳選して採択する会議を指すことがほとんどである。しかし、情報科学以外で活躍する研究者と話をしていて、情報科学の一流国際会議にようやく採択された話をすると、決まって怪訝な顔をされる。情報科学以外のほとんどの分野では、NatureやScienceに代表される一流ジャーナルに論文を掲載することが大事であって、国際会議はろくな査読もなしに1～数ページの論文を半ばフリーパスで掲載する一種のお祭りだからである。むしろ、あまり多数の国際会議に発表していると、海外出張ばかりして遊んでいると思われ、かえって、マイナスイメージをもたれてしまうことすらある。元から情報科学で経験を積んだ研究者の場合は別として、他分野の研究者が新たに情報科学研究を志す場合、一流国際会議の発表が下手なジャーナルよりずっと重視され、なおかつその採択率が25％以下、ときには10％以下であるということを知ると戸惑うことが多い。しかも、ジャーナル査読のような反論機会が与えられず、採択されようがされまいが、査読者たちの辛辣な批判に満ちた査読結果が戻ってくるというカルチャーショックを味わうことになる。このような情報科学の独自な研究評価体制は、それ以外の分野の体制とのミスマッチにより、互いの研究実績の正当な評価を困難にし、情報科学内外の研究者の交流や両者をまたぐ研究の実施にとって、一種の障壁とすらなっている。

このように計算機科学や情報工学などコンピュータを用いる学術分野では学術会議の重要度が高いため、CFPがdbworld などのメーリングリストやWikiCFPなどのWebサービスなどによって数多く配布されている。
以下にdbworldで配布されたACM SIGMOD 2012のCFPを例として、構成を説明する。
以下のように件名に「CFP」あるいは「Call for papers」と書いてあることが多い。
```
件名：ACM SIGMOD'12 CFP

```

CFPの冒頭部には会議の名称、開催場所、開催時期、公式サイトのURL、そして、この会議の主旨が説明されていることが多い。
```
      ACM SIGMOD International Conference on Management of Data
		       Scottsdale, Arizona, USA
			   May 20-25, 2012
		     http://www.sigmod.org/2012/

		       CALL FOR RESEARCH PAPERS

The annual ACM SIGMOD conference is a leading international forum for
database researchers, practitioners, developers, and users to explore
cutting-edge ideas and results, and to exchange techniques, tools, and
experiences. We invite the submission of original research
contributions relating to all aspects of data management defined
broadly, and particularly encourage submissions on topics of emerging
interest in the research and development communities.

```

「Aim or Scope」や「Topics」として、募集している論文のトピックについて記載していることが多い。これにより、投稿する会議の適切性を判断することができる。一般に、あまりにもトピックと異なる内容の論文は不採択になる場合が多い。
```
===Topics of Interest

Topics of interest include but are not limited to the following:

+ Benchmarking and performance evaluation
+ Data analytics
～中略～
+ Storage systems
+ Transaction management

```

「Submission Guidline」および「Submissions」には、投稿方法および査読方法についての説明が記載される。記載されている内容は大まかに以下のとおりである。
- 査読方法：何名で査読をするのか。通常の査読なのか、ダブルブラインド法（double-blind reviewing）なのかどうか。
- 書式・ページ数の制限
- 投稿方法：メールで送るのか、会議管理システムに投稿するのか
- 各種注意：未公開の論文であること。採択者は少なくとも1名が口頭発表のために参加しなければならないこと。など。
- 会議録の出版方法：（おもに有名ではない会議の場合） Science Citation Indexなどの論文インデックスサービスに掲載されるのか。どの会議録シリーズに収録されるのか。など

```
===Submission Guidelines

All aspects of the submission and notification process will be handled
electronically. Submissions must adhere to the paper formatting
instructions. Research papers will be judged for quality and relevance
through double-blind reviewing, where the identities of the authors
are withheld from the reviewers. Thus, author names and affiliations
must not appear in the papers, and bibliographic references must be
adjusted to preserve author anonymity. Submissions should be uploaded
at https://cmt.research.microsoft.com/SIGMOD2012/. Important details
about the submission guidelines and requirements, as well as about the
reviewing process, are described at
http://www.sigmod.org/2012/calls_papers_sigmod_research.shtml.

```

「Important Dates」には、投稿締切日（submission deadline/due)、採択・不採択通知日（acceptance notification）、最終版投稿日（camera-ready version submission deadline/due）、参加登録締切日（registration deadline/due）が記載されている。有名会議では、論文投稿前に論文概要の投稿を課す場合も多い。
```
===Important Dates 

October 25, 2011, 5 p.m. PDT: Research paper abstracts due 
November 1, 2011, 5 p.m. PDT: Research paper submissions due 
January 19-January 26, 2012, 5 p.m. PST: Author feedback accepted for
research papers
February 14, 2012: Notification of acceptance for research papers
March 14, 2012, 5 p.m. PST: Camera-ready version of accepted research
papers due

```

「Conference Organization」および「ORGANIZERS」には、会議の主催者情報が記載されている場合が多い。問い合わせ先などもこの部分に記載されていることが多い。
```
===SIGMOD 2012 Conference Organization
～以下、略～

```